# Constitutioneel referendum in Kameroen
| Stemverhoudingen in % |
| --------------------- |
|                       |

Het Constitutioneel referendum in Kameroen van 1972 werd op 20 mei gehouden. De bevolking kreeg de gelegenheid zich uit te spreken de ingrijpende constitutionele plannen van de regering die het land wilde omvormen naar een centralistische eenheidsstaat gebaseerd op tweetaligheid (Frans en Engels) waarmee er een einde zou komen aan de federale staatsstructuur die het land tot dan toe kende. Ook voorzag de nieuwe grondwet in uitgebreide bevoegdheden voor de president, Ahmadou Ahidjo. Bij een opkomst van 98,2% sprak een 99,99% van de bevolking zich uit voor het regeringsvoornemen.
Als uitvloeisel van de wijziging van de grondwet, werd de landsnaam gewijzigd van Federale Republiek Kameroen in de Verenigde Republiek Kameroen.

## Uitslag
| Keuze                             | Stemmen   | %     |
| --------------------------------- | --------- | ----- |
| "Ja"                              | 3.177.846 | 99,99 |
| "Neen"                            | 176       | 0,01  |
| Ongeldige stemmen/ blanco stemmen | 1.612     | -     |
| Totaal                            | 3.179.634 | 100   |
| Geregistreerde kiezers/ opkomst   | 3.236.280 | 98,2  |
| Bron: AED                         |           |       |

Presidentsverkiezingen: 1965 · 1970 · 1975 · 1980 · 1984 · 1988 · 1992 · 1997 · 2004 · 2011 · 2018 · 2025

Parlementsverkiezingen: 1964 · 1973 · 1978 · 1983 · 1988 · 1992 · 1997 · 2002 · 2007 · 2013 · 2020

Referenda: 1972